# بینگامی (متروی میلان)
بینگامی (انگلیسی: Bignami) ایستگاه پایانه شمالی خط ۵ مترو میلان است. این ایستگاه در سال ۲۰۱۳ افتتاح شد.